# Porvoo
Porvoo ([ˈpɔrvɔː] en sueco: Borgå Borg-å [ˈbɔrgoː], Castillo del río) es una ciudad situada en la costa del sur de Finlandia. El 64 % de la población de Porvoo son finoparlantes y el 33 % suecoparlantes, mientras 2 % tienen otro idioma nativo.
Porvoo es la segunda ciudad más antigua de Finlandia después de Turku. El casco antiguo de la ciudad data de la Edad Media y la mayoría de sus edificios son de madera.
En la ciudad se encuentra la casa en la que el poeta Johan Ludvig Runeberg (poeta nacional de Finlandia) vivió de 1852 hasta su muerte en 1877. Desde 1882, la casa es un museo dedicado al autor.

## Historia
La primera mención documental que se tiene de Porvoo data de inicios del siglo XIV. La localidad recibió el título de ciudad en 1380, pese a que, de acuerdo con algunas fuentes, la fundación oficial como ciudad puede fijarse en 1346. En la Edad Media era un lugar de descanso importante del Camino del Rey, también conocido como Gran Camino de la Costa. El casco antiguo de la ciudad tiene calles empedradas con guijarros y casas pequeñas de madera.
La ciudad vieja de Porvoo fue oficialmente desestablecida en favor de la nueva ciudad en 1997, cuando Porvoo-ciudad y la municipalidad rural de Porvoo fueron consolidadas.
La sede del episcopado de Viborg se mudó a Porvoo cuando aquella ciudad pasó de manos suecas a rusas en 1721. Para la época, Porvoo era la segunda por extensión entre las ciudades finesas.
Tras la conquista de Finlandia por parte de las fuerzas rusas en 1808 (acabando con el dominio sueco de Finlandia), la ciudad junto con el resto del país, pasó a formar parte del Gran Ducado de Finlandia (bajo control ruso) en el año 1809, de acuerdo con el tratado de Fredrikshamn.
La Dieta de Porvoo de 1809 fue un hito en la historia de Finlandia. El zar Alejandro I confirmó la nueva constitución finesa (que en esencia era la vieja constitución sueca para Finlandia de 1772), que cedía autonomía al Gran Ducado de Finlandia.

## Galería

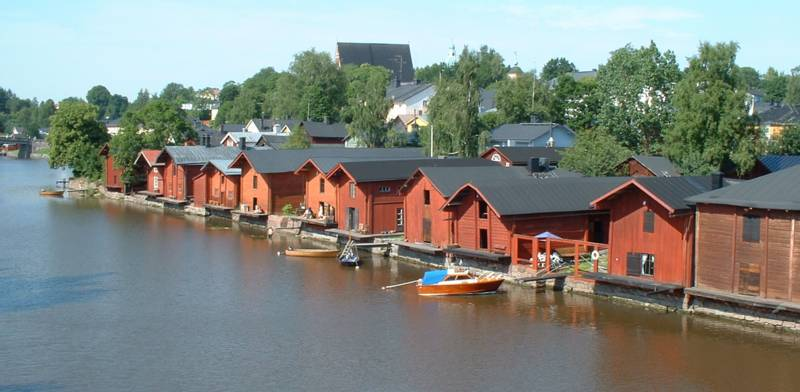
Edificios de madera en el casco antiguo de Porvoo, Finlandia.
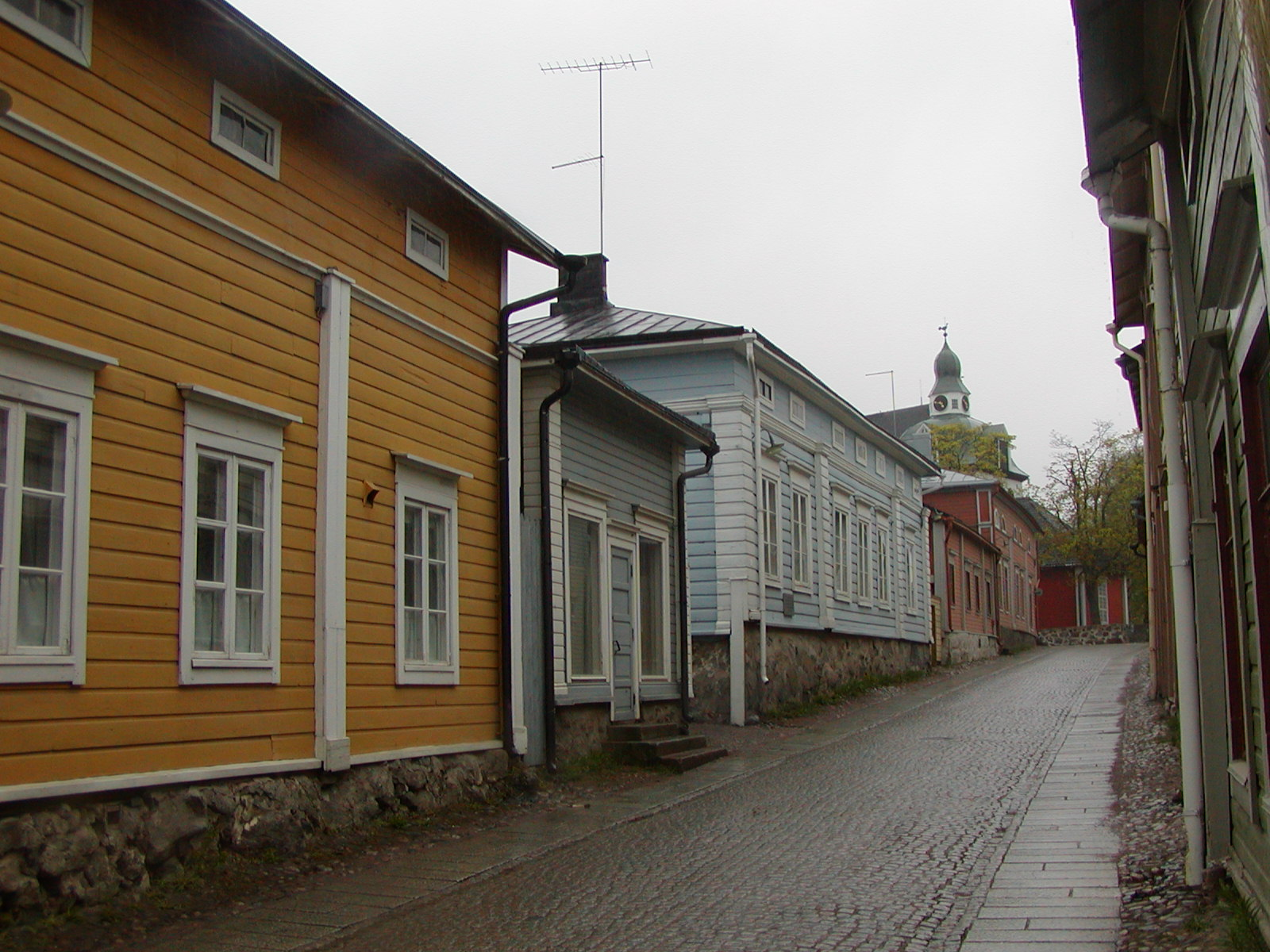
Semana previa al incendio del 29 de mayo de 2006.
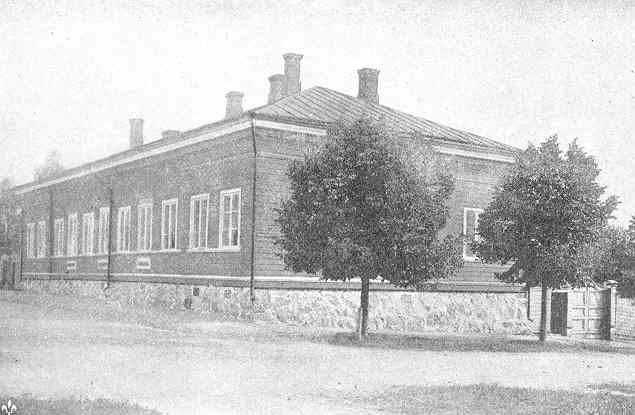
Casa de Runeberg (foto de 1900). Desde 1882 se usa como museo.
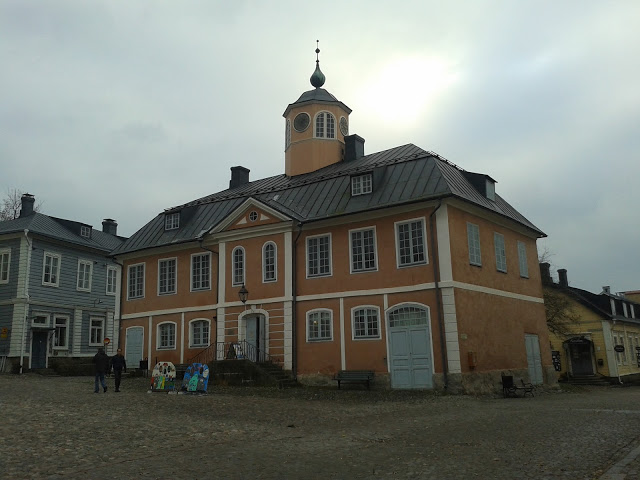
Ayuntamiento

## Runebergin Koti
Museo dedicado al escritor Johan Ludvig Runeberg (1804-1877). Fue la casa del autor de 1852-1877.

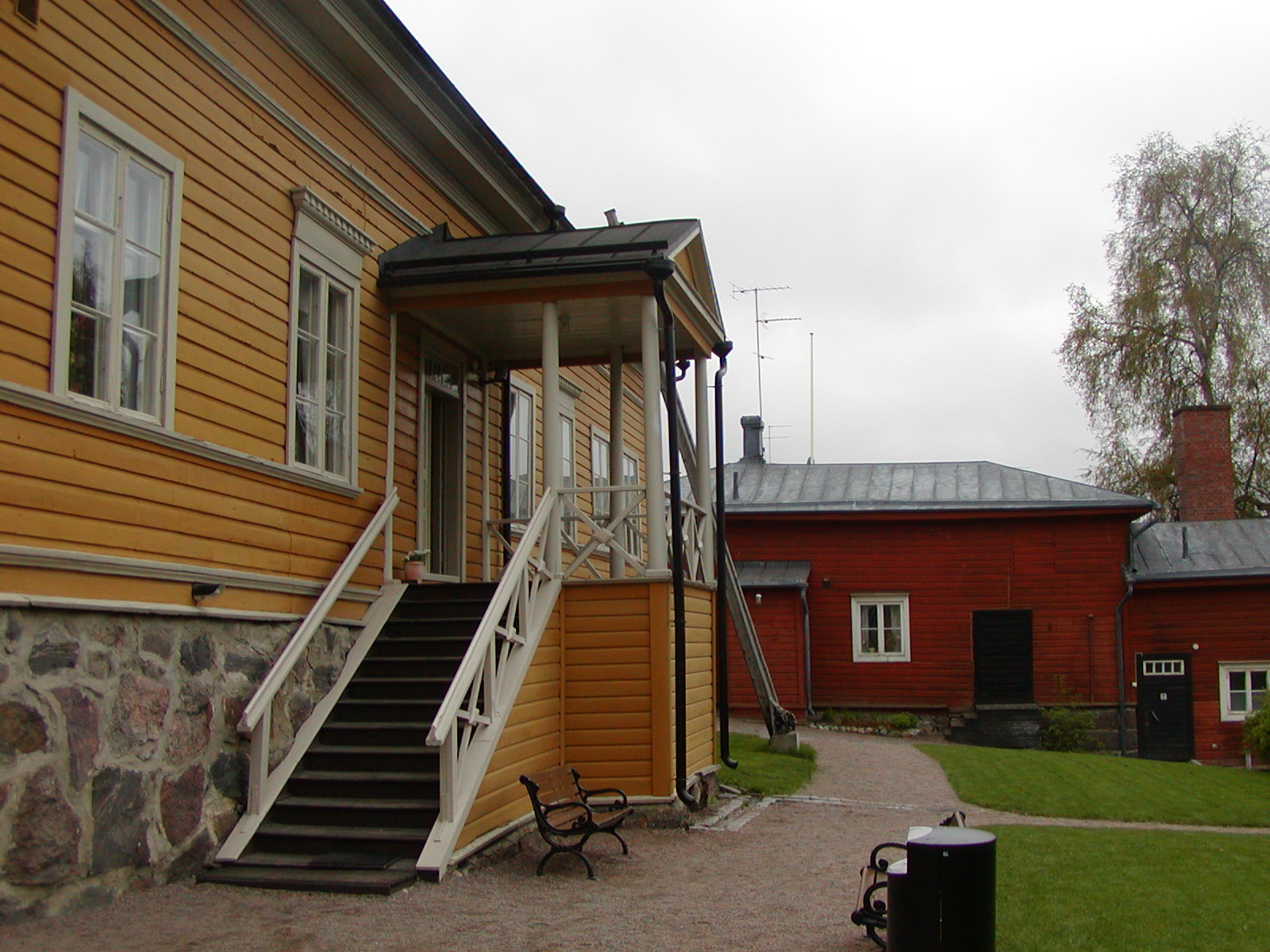
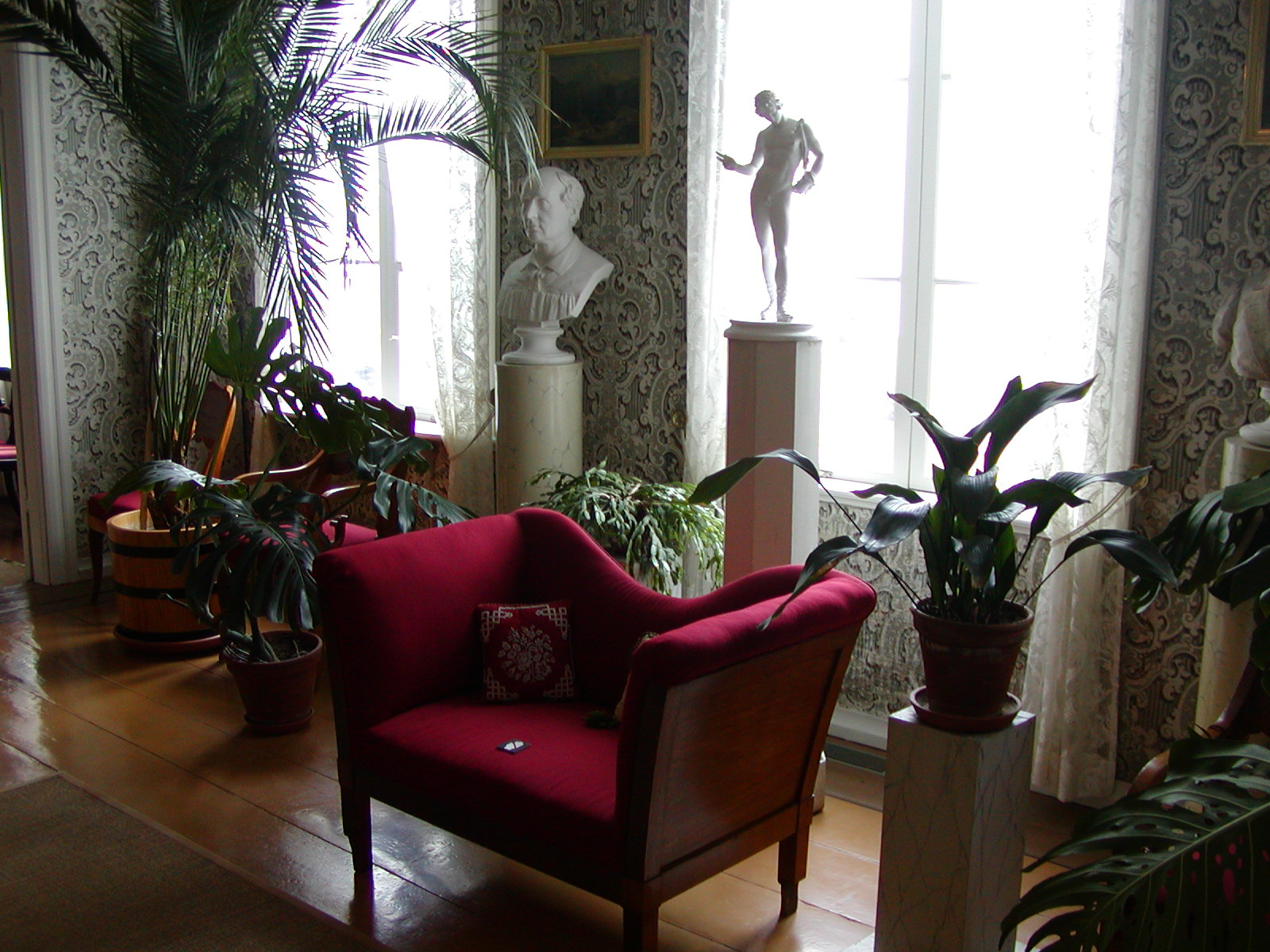
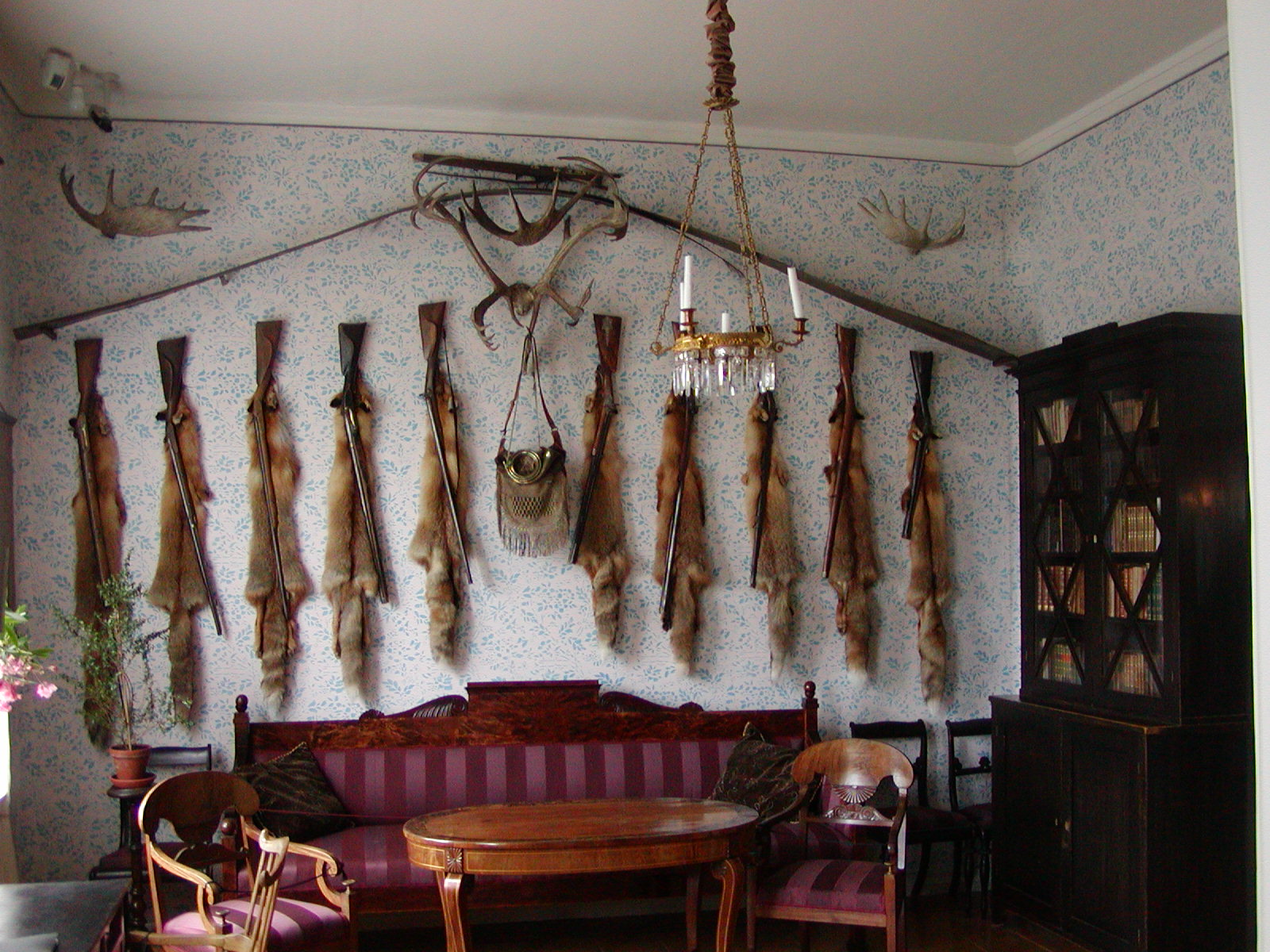
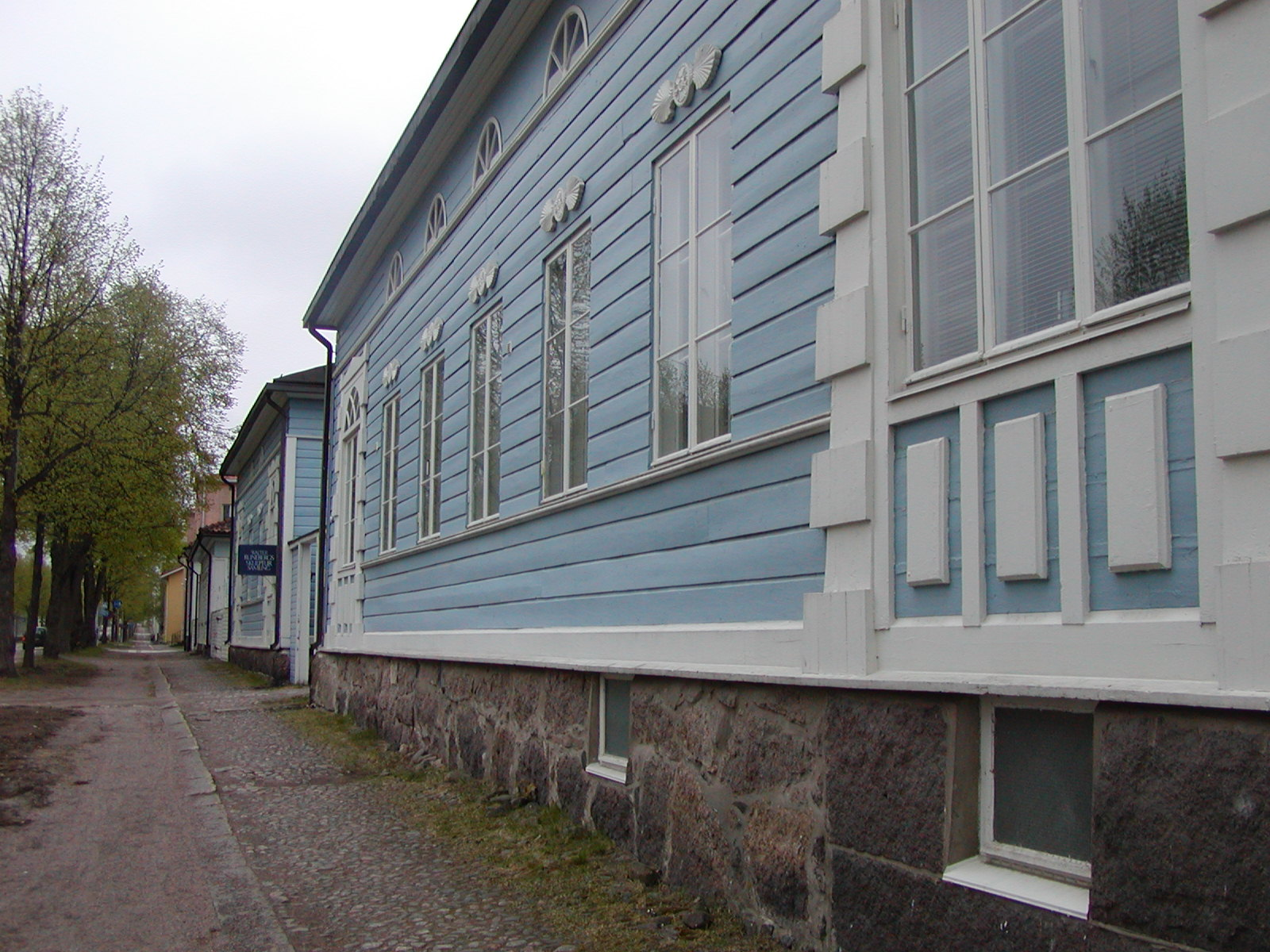